# Елец (приток Усы)
Елец — река в России, протекает в Республике Коми, левый приток реки Уса (бассейн Печоры).

## Описание
Длина 70 км. Елец берёт исток на западном склоне Полярного Урала на главном водораздельном хребте на границе с Ямало-Ненецким автономным округом.
В верхнем течении направление западное. Течет по ненаселённой местности. В среднем течении после выхода в тундру направление меняется на северное. После добавления вод притока Хребет-Шор течёт в западном направлении по широкой заболоченной долине. Вдоль реки проложена железнодорожная ветка «Чум-Лабытнанги». Елец впадает в Усу на 489 км за посёлком Елецкий.

## Притоки
Объекты перечислены по порядку от устья к истоку.
- 1 км: река Лёк-Елец[6]
- 1 км: река Хмелевка (Пылем-Шор)[6]
- 4 км: река Лёк-Вож
- 6 км: река Вёрга-Шор (Ворга-Шор)[6]
- 24 км: река Харута[6]
- 24 км: река Черемшанка
- 34 км: река Катышка
- 34 км: река Кос-Вож[6]
- 39 км: река Леквож[6]
- 45 км: река Быстрая
- 46 км: река Хребет-Шор[6]
- 61 км: река Лёк-Вож[5]